# 진천군·괴산군·음성군 (2000년 선거구)
진천군·괴산군·음성군은 대한민국의 옛 국회의원 선거구이다. 당시 충청북도 진천군, 괴산군, 괴산군, 음성군 지역을 관할했다.

## 역사
대한민국 제16대 국회의원 선거를 앞두고 진천군·음성군 선거구와 괴산군 선거구가 통합하게 되면서 진천군·괴산군·음성군 선거구가 신설되었다. 
2003년 8월 30일, 괴산군 증평읍·도안면이 증평군으로 분리되어 신설되었다. 이에 대한민국 제17대 국회의원 선거를 앞두고 진천군·괴산군·음성군 선거구가 증평군·진천군·괴산군·음성군 선거구로 개편되었다.

## 역대 국회의원
| 선거   | 정당 | 정당         | 의원   |
| ------ | ---- | ------------ | ------ |
| 2000년 |      | 자유민주연합 | 정우택 |

## 역대 선거 결과

### 대한민국 제16대 국회의원 선거
|  | 36.16% |

|  | 34.84% |

|  | 26.52% |

|  | 2.46% |

## 같이 보기
- 진천군의 국회의원
- 괴산군의 국회의원
- 음성군의 국회의원